# Grosse Fuge

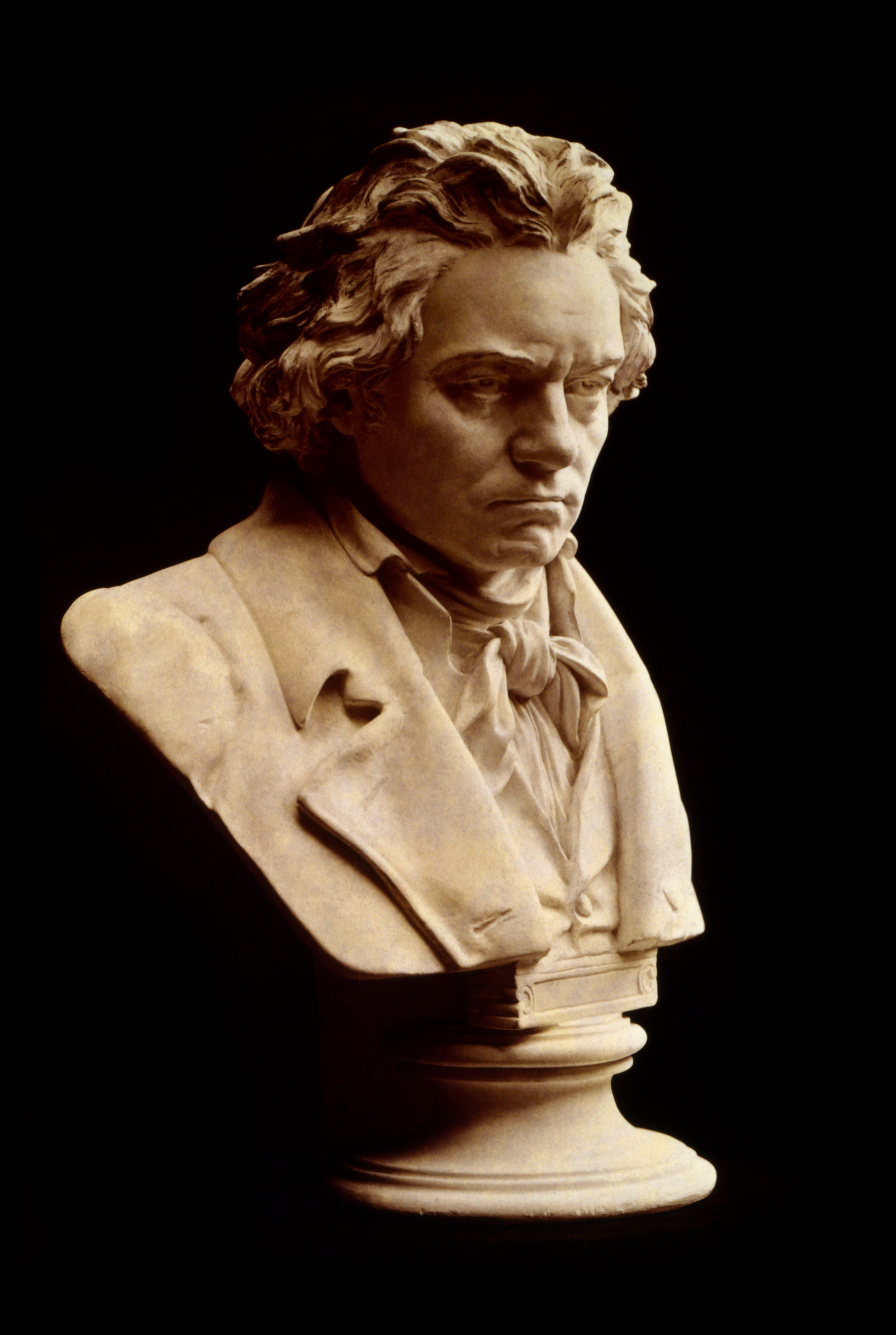
Busto de Beethoven por Hagen

La Grosse Fuge (en español: Gran Fuga) es un único movimiento para cuarteto de cuerdas compuesto por Ludwig van Beethoven entre 1825 y 1826 que ha adquirido fama debido a su dificultad técnica y su ruptura con las normas estéticas, armónicas y musicales del momento.
Inicialmente fue compuesta para servir como último movimiento del Cuarteto de cuerdas n.º 13 (op.130), pero su estilo poco apropiado para su época hizo que tuviese que ser reemplazado por otro movimiento de 
carácter más ligero. Debido a la insistencia del editor, el movimiento fue publicado por Beethoven como op.133.

## Historia de la composición

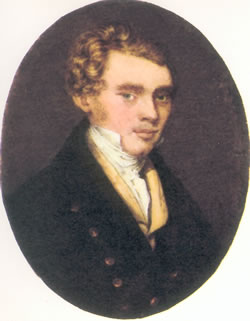
Karl Holz

Beethoven compuso originalmente la Große Fuge como el movimiento final de su Cuarteto de cuerda n.º. 13 (Op. 130). Su elección de una forma de fuga para el último movimiento estaba bien arraigada en la tradición: Haydn, Mozart y el propio Beethoven habían usado previamente fugas como movimientos finales de sus cuartetos. Pero en los últimos años, Beethoven se había preocupado cada vez más por el desafío de integrar esta forma barroca en las estructuras clásicas. "En mis días de estudiante escribí docenas de [fugas] ... pero la imaginación también desea ejercer sus privilegios ... y un elemento nuevo y realmente poético debe ser introducido en la forma tradicional", escribió Beethoven. El movimiento resultante fue una obra gigantesca, más larga que los otros cinco movimientos del cuarteto juntos. La fuga está dedicada al archiduque Rodolfo de Austria, su alumno y mecenas.
En la primera presentación del cuarteto, otros movimientos fueron recibidos con entusiasmo, pero la fuga no fue un éxito. Muchos músicos y críticos en los periódicos musicales de Viena denunciaron la fuga. El compositor y violinista Louis Spohr llamó a la fuga, y a los otros cuartetos tardíos, "un horror indescifrable e incorregible".
A pesar de las críticas contemporáneas, el propio Beethoven nunca dudó del valor de la fuga. Karl Holz, el confidente de los últimos años de Beethoven y el segundo violinista del cuarteto Schuppanzigh que estrenó la obra, le dio a Beethoven la noticia de que la audiencia entusiasmada había exigido repeticiones de dos movimientos medios. Se informa que Beethoven, enfurecido, gruñó: "¿Y por qué no reclamaron la fuga? ¡Solo eso debería haberse repetido! ¡Asnos!".
Sin embargo, la fuga fue condenada tan rotundamente por los críticos y el público que el editor de Beethoven, Matthias Artaria (1793-1835), decidió tratar de convencer a Beethoven de publicarla por separado. A Holz se le encomendó la tarea de convencer a Beethoven para que separara la fuga del resto del cuarteto. Holz escribió al respecto:

"Artaria (...) me encargó la terrible y difícil tarea de convencer a Beethoven de componer un nuevo final del cuarteto, que sería más accesible tanto para los oyentes como para los instrumentistas, para sustituir la fuga que era tan difícil de entender. Le dije a Beethoven que esta fuga, que se apartaba de lo ordinario y superaba incluso a los últimos cuartetos en originalidad, debería publicarse como una obra separada y que merecía una designación como una obra separada. Le comuniqué que Artaria estaba dispuesto a pagarle unos honorarios suplementarios por el nuevo final. Beethoven me dijo que reflexionaría sobre ello, pero al día siguiente recibí una carta en la que aceptaba."

Por qué el generalmente obstinado Beethoven aparentemente accedió tan fácilmente a reemplazar la fuga es un misterio en la historia de esta pieza enigmática por excelencia. Los historiadores han especulado que probablemente lo hizo por el dinero (dado que Beethoven tenía dificultades económicas en ese momento), mientras que otros creen que fue para satisfacer a sus críticos, o simplemente porque Beethoven sintió que la fuga se encontraba mejor por sí sola. La fuga está conectada a los otros movimientos del opus 130 por varios motivos musicales, y por un enlace tonal con el movimiento anterior. 
El movimiento final de reemplazo es de carácter relativamente ligero. Beethoven compuso este reemplazo a fines de 1826, y fue la última pieza musical completa que escribió. En mayo de 1827, unos dos meses después de la muerte de Beethoven, Matthias Artaria publicó la primera edición del Op. 130 con el nuevo final, y la Große Fuge por separado como Op. 133, así como un arreglo para piano a cuatro manos de la fuga, como Op. 134.

## Análisis musical
Los primeros 24 compases introducen el tema de la fuga, estrechamente relacionado con el que abre el cuarteto de cuerdas Op. 132. Entonces, después de los 24 compases, Beethoven introduce una violenta y disonante
fuga con el segundo tema saltando espectacularmente. La obra se puede dividir en secciones, que son finalizadas de forma imprevisible y de forma violenta. Hacia el final de la obra hay una desaceleración, seguida de una larga pausa la cual conduce a la recapitulación de los 24 compases introductorios y luego a un final rápido y estruendoso.

## Descubrimiento del manuscrito

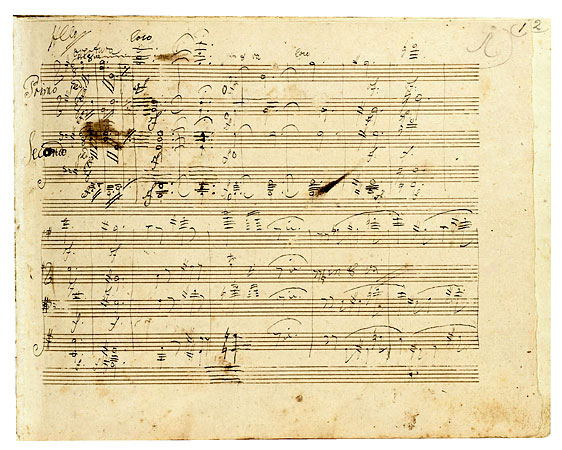
Manuscrito de la Grosse Fuge de Beethoven en un arreglo para cuatro manos.

El 13 de octubre de 2005 el manuscrito original titulado Grosse Fuge, de 1826, fue encontrado por un bibliotecario del Seminario Teológico Palmer (Palmer Theological Seminary) en Pensilvania, Estados Unidos. Se trataba del arreglo para cuatro manos de la obra original, que había desaparecido durante 115 años, y que fue subastado en Sotheby´s por 1,95 millones de dólares por el multimillonario Bruce Kovner.
El manuscrito adquirido por Bruce Kovner fue donado posteriormente a la Academia Juilliard de Nueva York
y está disponible en línea .
Sin, embargo, hoy en día no se sabe aún como pudo llegar a parar a la biblioteca.

## Recepción e influencia musical
Hoy en día sigue siendo una de las obras menos accesibles de Beethoven y de todo el entorno musical, debido a su complejidad técnica y el esfuerzo que requiere la comprensión de esta pieza por parte del público. "Es incomprensible como el chino", dijo un crítico después de la primera ejecución de la pieza. "La mentalidad de la persona que quiera comprender esta pieza debe cambiar radicalmente", dijo Joseph Marliave cien años más tarde. No obstante, Beethoven se defendía, alegando que no había compuesto la pieza para el presente, sino para el futuro.
Ígor Stravinski dijo de la Große Fuge: "... El milagro perfecto de toda la música. Sin estar fechada, ni históricamente caracterizada dentro de los límites estilísticos de la época en la que se compuso, aunque solo sea en ritmo, es una composición más sabia y refinada que cualquier música concebida durante mi siglo. (...) Música contemporánea que permanecerá contemporánea para siempre".